# レインボー造型企画
レインボー造型企画株式会社（レインボーぞうけいきかく）は、テレビの特撮番組やイベントなどのキャラクターの造形を制作する会社である。東京都八王子市に所在する。東映作品以外では、スタートレインの名義でクレジットに表記されているものもある。

## 概要
映像作品の美術スタッフだった前澤範を中心として1981年5月に設立された。
主に東映の特撮作品（仮面ライダーシリーズやスーパー戦隊シリーズ）の着ぐるみ造型を一貫して請け負うが、CMやイベント用の着ぐるみ制作も請け負っている。

## 設立時のエピソード
それまでエキスプロダクションに所属していた前澤範が、フリーランスでさまざまな仕事に挑戦したいと考えて1981年3月に退社した後、東映の渡邊亮徳や吉川進から東映の番組を担当するように言われて立ち上げた。前澤範はともに独立した小松義人と平峰正敬について、エキスプロ時代から公私をともにしており、2人を呼ぶのは当たり前のことであったと述べている。
前澤範がエキスプロ時代に参加していた『太陽戦隊サンバルカン』の作業を引き続き行いながら、翌年開始の『宇宙刑事ギャバン』『大戦隊ゴーグルファイブ』『ロボット8ちゃん』の準備作業が初仕事となった。
初期は前澤範の妻が縫い物を担当しており、全身が布の戦闘員の衣裳は当時小学生であった息子（前澤將）も手掛けていたという。

## 主な人物
- 前澤範 - 代表取締役会長。エキスプロダクションから独立してレインボー造型企画を設立した[3]。
- 前澤將（） − 代表取締役社長。前澤範の息子。2024年より社長に就任[7][8]。
- 吉川学 − 取締役。元東映プロデューサーの吉川進の実子[9]。
- 小松義人 - 前澤範とともにエキスプロから独立し、設立時から参加[3]。前澤範からマスクの原型製作を一任されており、2010年代も現役の造形師として活動している[10]。
- 水野元久−1970年生まれ。岐阜県多治見市出身。1988年に少年サンデーで行われた仮面ライダーGP入賞[11]。1992年に入社。仮面ライダーアギト劇場版メイキングにて造形解説を行っている。[12]

### 過去の所属者
- 平峰正敬 - エキスプロダクションからレインボー造型企画に参加した後、フリーとなる[3]。
- 品田冬樹 - 1982年から1989年まで在籍[3]。
- 山部拓也 - 特撮大会からのつながりで1980年代に所属していた[13]。その後、品田とともにビルドアップを設立したが、そのまま彼の右腕として活動している[13]。
- 光輝（） - 1961年生まれ[14]。大阪府出身[14]。キャラクターショーの仕事を経てキャラクター造形に興味を持ち、1984年に入社[14]。主にスーパー戦隊シリーズの造形を担当[14]。
- 澗淵隆文（） − 現：円谷プロダクション製作本部製作部プロジェクトマネージャー。1964年12月2日生まれ。香川県出身。1980年代にレインボー造型企画に入社し、『超獣戦隊ライブマン』のガードノイド・ガッシュ、『恐竜戦隊ジュウレンジャー』の守護獣ティラノザウルスやドラゴンシーザーなどの造型を担当。その後は独立してボンクラフトを設立し、『電光超人グリッドマン』のグリッドマンなどを手がけた[15]。
- 向井正一 − 1972年大阪出身。近畿大学文芸学部芸術学科造形美術専攻を卒業後に入社し、テレビ・映画などの怪人・怪獣コスチュームや、舞台小道具などの制作に携わる。同社退社後、息子の誕生を期に作家活動を始め、FRP樹脂やレジンキャストなどを用いて立体作品を制作。主に新生児をモチーフとした「ベビテクター」シリーズを制作中[16]。
- 安居智博 − 滋賀県生まれ。京都市在住。大学卒業後に上京して入社し、特撮ヒーローの造形などに関わる。その後、フリーとなってフィギュアの原型製作やマスク制作、キャラクターデザインなどを行う。2000年代に発表した個人制作の「カミロボ」が高い評価を得て2006年には『ニューズウィーク』誌「世界が尊敬する日本人100」にも選出される[17]。

## 参加した作品
- 仮面ライダーシリーズ - 『10号誕生!仮面ライダー全員集合!!』 - 『仮面ライダーディケイド』。『ディケイド』はブレンドマスターとの連名。
- スーパー戦隊シリーズ - 『太陽戦隊サンバルカン』以降。『サンバルカン』のみエキスプロダクションとの連名。
  - パワーレンジャーシリーズ - 現在では完成品ではなく必要な部品を供給。
- メタルヒーローシリーズ
- 東映不思議コメディーシリーズ
- 星雲仮面マシンマン
- 兄弟拳バイクロッサー
- TVオバケてれもんじゃ
- 月曜ドラマランド ゲゲゲの鬼太郎
- 妖怪奇伝ゲゲゲの鬼太郎 魔笛エロイムエッサイム
- 人造人間ハカイダー
- 超光戦士シャンゼリオン
- 美少女戦士セーラームーン
- ウルトラマンゼロ THE MOVIE 超決戦!ベリアル銀河帝国
- ウルトラマンサーガ
- 非公認戦隊アキバレンジャー
- バルサンマン - CM
- 麒麟戦隊アミノンジャー - CM
- トクサツガガガ
- ウイングマン - 桂正和の同名漫画を原作とした特撮テレビドラマ。桂がかつて連載当時に披露したコスプレ用のウイングマンスーツもレインボー造型企画が製作しており、テレビドラマ用の同スーツは残っていた原型からデータを取って桂の新たな提案を取り入れながら製作している[18]。